# U-344
U-344 — средняя немецкая подводная лодка типа VIIC времён Второй мировой войны.

## История
Заказ на постройку субмарины был отдан 20 января 1941 года. Лодка была заложена 7 мая 1942 года на верфи Нордзееверке в Эмдене под строительным номером 216, спущена на воду 29 января 1943 года. Лодка вошла в строй 26 марта 1943 года под командованием оберлейтенанта Ульриха Питча.

### Флотилии
- 26 марта 1943 года — 31 марта 1944 года — 8-я флотилия (учебная)
- 1 апреля 1944 года — 31 мая 1944 года — 3-я флотилия
- 1 июня 1944 года — 22 августа 1944 года — 11-я флотилия

### История службы
Лодка совершила 5 боевых походов, потопила один военный корабль — шлюп HMS Kite (U87) водоизмещением 1350 тонн. Потоплена 22 августа 1944 года в Баренцевом море к северо-западу от острова Медвежий, в районе с координатами 74°54′ с. ш. 15°26′ в. д., глубинными бомбами с британского самолёта типа «Суордфиш» из авиагруппы эскортного авианосца HMS Vindex. 50 погибших (весь экипаж).
До сентября 1980 года историки считали, что лодка была потоплена 24 августа 1944 года в Баренцевом море к северо-востоку от Нордкапа, в районе с координатами 72°49′ с. ш. 30°41′ в. д. глубинными бомбами с британских шлюпов HMS Mermaid и HMS Peacock, фрегата HMS Loch Dunvegan и лидера эсминцев HMS Keppel (D84). На самом деле в той атаке была потоплена U-354.
На потопление претендовал также и советский эсминец «Дерзкий», атаковавший подводную цель утром 22 августа.